# Montrose-Ghent (Ohio)
Montrose-Ghent es un lugar designado por el censo ubicado en el condado de Summit en el estado estadounidense de Ohio. En el Censo de 2010 tenía una población de 5177 habitantes y una densidad poblacional de 210,1 personas por km².

## Geografía
Montrose-Ghent se encuentra ubicado en las coordenadas 41°9′24″N 81°38′37″O / 41.15667, -81.64361. Según la Oficina del Censo de los Estados Unidos, Montrose-Ghent tiene una superficie total de 24.64 km², de la cual 24.41 km² corresponden a tierra firme y (0.96%) 0.24 km² es agua.

## Demografía
Según el censo de 2010, había 5177 personas residiendo en Montrose-Ghent. La densidad de población era de 210,1 hab./km². De los 5177 habitantes, Montrose-Ghent estaba compuesto por el 94.42% blancos, el 1.62% eran afroamericanos, el 0.06% eran amerindios, el 2.72% eran asiáticos, el 0.02% eran isleños del Pacífico, el 0.14% eran de otras razas y el 1.02% pertenecían a dos o más razas. Del total de la población el 0.95% eran hispanos o latinos de cualquier raza.